# Lee Bum-young
Lee Bum-young (en hangul: 이범영; en hanja: 李範永; Seúl, Corea del Sur, 2 de abril de 1989) es un exfutbolista surcoreano que jugaba como guardameta.

## Selección nacional
Hizo su debut con la selección absoluta de Corea del Sur el 8 de septiembre de 2014, en un amistoso contra Uruguay.

### Participaciones en Copas del Mundo
| Mundial                               | Sede   | Resultado        | Partidos | Goles |
| ------------------------------------- | ------ | ---------------- | -------- | ----- |
| Copa Mundial de Fútbol Sub-20 de 2009 | Egipto | Cuartos de final | 1        | 0     |
| Copa Mundial de Fútbol de 2014        | Brasil | Fase de grupos   | 0        | 0     |

### Participaciones en Juegos Olímpicos
| Olimpiada                        | Sede        | Resultado    | Partidos | Goles |
| -------------------------------- | ----------- | ------------ | -------- | ----- |
| Juegos Olímpicos de Londres 2012 | Reino Unido | Tercer lugar | 1        | 0     |

### Participaciones en Copas Asiáticas
| Copa                                | Sede           | Resultado   |
| ----------------------------------- | -------------- | ----------- |
| Campeonato Sub-19 de la AFC de 2008 | Arabia Saudita | Semifinales |

## Clubes
| Club                      | País          | Año       |
| ------------------------- | ------------- | --------- |
| Busan IPark               | Corea del Sur | 2008-2015 |
| Avispa Fukuoka            | Japón         | 2016      |
| Gangwon FC                | Corea del Sur | 2017-2018 |
| Jeonbuk Hyundai Motors FC | Corea del Sur | 2019-2021 |
| Suwon FC                  | Corea del Sur | 2022-2024 |

## Palmarés

### Campeonatos nacionales
| Título        | Club                      | País          | Año  |
| ------------- | ------------------------- | ------------- | ---- |
| K League 1    | Jeonbuk Hyundai Motors FC | Corea del Sur | 2019 |
| K League 1    | Jeonbuk Hyundai Motors FC | Corea del Sur | 2020 |
| Korean FA Cup | Jeonbuk Hyundai Motors FC | Corea del Sur | 2020 |
| K League 1    | Jeonbuk Hyundai Motors FC | Corea del Sur | 2021 |

### Copas internacionales
| Título                                | Selección     | Sede  | Año  |
| ------------------------------------- | ------------- | ----- | ---- |
| Campeonato de Fútbol del Este de Asia | Corea del Sur | China | 2015 |